# Yeoh Ken Nee
Yeoh Ken Nee (* 30. April 1983) ist ein malaysischer Wasserspringer. Er startet im Kunstspringen vom 1-m- und 3-m-Brett und im 3-m-Synchronspringen. Zu Beginn seiner Karriere sprang er auch vom 10-m-Turm.
Er nahm an den Olympischen Spielen 2000 in Sydney teil. In zwei Wettbewerben schied er jeweils im Vorkampf aus, vom 3-m-Brett wurde er 22., vom 10-m-Turm 24. Bei Schwimmweltmeisterschaften ist sein bestes Resultat ein achter Rang 2007 in Melbourne im 3-m-Synchronspringen mit Rossharisham Roslan.
Bei den Asienspielen 2002 in Busan errang Ken Nee seine ersten internationalen Medaillen. Im Einzel vom 3-m-Brett und mit Roslan im 3-m-Synchronspringen gewann er jeweils Bronze. 2006 in Doha gewann das Duo Silber. 2010 in Guangzhou gewann er drei Medaillen, Bronze vom 1-m- und 3-m-Brett und zusammen mit Bryan Lomas im 3-m-Synchronspringen. Auch bei Commonwealth Games war Ken Nee erfolgreich. 2006 in Melbourne errang er Bronze vom 1-m-Brett und 2010 in Delhi Bronze mit Lomas im 3-m-Synchronspringen.